# Horná Mariková
Horná Mariková este o comună slovacă, aflată în districtul Považská Bystrica din regiunea Trenčín, pe malul râului Marikovský potok⁠(d). Localitatea se află la altitudinea de 470 m deasupra n.m., se întinde pe o suprafață de 47,56 km2 și în 2017 număra 593 de locuitori.

## Istoric
Localitatea Horná Mariková este atestată documentar din 1321.

## Demografie
| An:                | 1994 | 2004    | 2014    | 2024   |
| ------------------ | ---- | ------- | ------- | ------ |
| Număr de persoane: | 908  | 757     | 613     | 583    |
| Diferență:         |      | −16,62% | −19,02% | −4,89% |

| An:                | 2023 | 2024   |
| ------------------ | ---- | ------ |
| Număr de persoane: | 574  | 583    |
| Diferență:         |      | +1,56% |